# Коптильников, Михаил Яковлевич
Михаил Яковлевич Коптильников (1915—2005) — Герой Социалистического Труда, заслуженный механизатор сельского хозяйства Молдавской ССР.

## Биография
Михаил Яковлевич родился в г. Тирасполе в мае 1915 года, рано остался без отца

### До Великой Отечественной
В 1935 году окончил автомобильный техникум и через два года был призван в Красную Армию, службу проходил механиком в автотранспортной бригаде, в ноябре 1940 года уволен в запас.

### Участник войны
С началом войны вернулся из запаса в действующую армию. С апреля 1941 по ноябрь 1945 года служил механиком, участник обороны Кавказа, Сталинградской битвы, операции «Багратион» (в составе войск 3-го Белорусского фронта), штурма и взятия Кенигсберга.
В 1944 году в звании старшины был награждён медалью «За боевые заслуги» и в этом же году вступил в ВКП(б).

### После войны
После войны работал в Гринауцком сельскохозяйственном техникуме, прошел путь от шофера до управляющего техникумом. С 1948 по 1975 годы возглавлял ряд сельскохозяйственных предприятий Молдавской ССР: колхозы имени Котовского, имени 28-го июня, имени Ленина, «Победа», «Рассвет», «Чепленский», «Кошерницкий». Наладив дела в одном колхозе, переходил в другое — отстающее, и его тоже выводил в передовые. Был удостоен звания «Заслуженный механизатор сельского хозяйства Молдавской ССР».
В июне 1966 года присвоено звание Героя Социалистического Труда
После ухода на пенсию продолжал трудиться, занимая ответственные должности в НПО "Молокообъединение «Заря», был директором дома отдыха «Голубые дали», директором Криулянской школы райсельхозтехники.
В 1990 году переехал в город Братск, где до 1998 года работал в Братском пассажирском автотранспортном предприятии № 1 (МУП АТП-1), а затем стал председателем Совета ветеранов МУП АТП-1 города Братска.

## Награды
Избирался депутатом Верховного Совета СССР (1950, 1954), депутатом районных советов Молдавской ССР (1957—1975).
Награждён орденами Ленина (23.06.1966), Октябрьской Революции (08.04.1971), Отечественной войны 2-й степени (11.03.1985), медалями, в том числе «За боевые заслуги» (18.05.1944), а также малой золотой медалью ВСХВ и малой серебряной медалью ВДНХ.